# Герман (Конашевич)
Герман Конашевич — игумен, настоятель Гамалеевского монастыря Русской православной церкви.

## Биография
В сане иеродиакона был вызван из Киево-Софийского монастыря в город Москву и с 1 сентября 1728 года по 15 июля 1729 года состоял учителем инфимы, а с 1 сентября 1729 года по 15 июля 1730 года учителем грамматики в Московской славяно-греко-латинской академии. 
По его желанию, «за скорбию» он был уволен в Киев и занял место члена Киевской Консистории и «экзаминатора катедры» Киевской. 
28 сентября 1733 года он был возведен митрополитом Рафаилом в сан игумена и назначен настоятелем Гамалеевского Харалампиевского монастыря (в 30 верстах от Глухова), только что преобразованного из женского в мужской. 
Хотя митрополит рекомендовал Германа, как человека «честного и учительного», но новый игумен не ужился с ктиторами монастыря — Скоропадскими и Маркевичами. «Их благородия», как выразился митрополит, «потребовали» от него «на место» Германа «другого обходительнейшего устроить», и в декабре 1734 года Герман выехал на жительство в Киев.